# Јосиф Симић Теочинац
Јосиф Симић Теочинац (1860–1908) био је каменорезац из Прањана (Општина Горњи Милановац). Један од најзнаменитијих представника таковског каменореза с краја 19. и почетка 20. века.
Надгробнике и крајпуташе израђивао је широм југозападног подручја Рудничког округа, гранично са чачанским и пожешким крајем.
Иако активан тек неких двадесетак година − од Српско-бугарског рата 1885, до погибије 1908. године, иза себе је оставио обимно и значајно дело.
О овом мајстору први је, у прозно-поетском делу „Плава линија живота”, писао песник Бранко В. Радичевић 1961, док је 1985. године Радојко Николић објавио студију „Клесар Јосиф Симић Теочинац” у Зборнику Народног музеја у Чачку.

## Живот
Рођен је 1860. године у Теочину у средње имућној породици. Претпоставља се да се каменорезу обучавао код Јована Томића из таковских Врнчана.
Већ као млад, Симић је отворио каменорезачку радњу у Прањанима, варошици на прометном путу, где је могао добро да развије посао. Ипак, родног села никада се није одрекао - на споменицима увек је уз своје име дописивао „Теочинац”.
Спомењарио је за наручиоце на подручју између планина Маљен, Сувобор и Каблар, али и шире. Споменици му се срећу не само у селима чаканског и таковског краја, већ и много даље - у Качеру и појединим гружанским селима.
О животу Јосифа Симића мало се зна. Надарен и „свему вешт”, у младости је наводно робијао због фалсификовања новца. Био је чемерне нарави, „тужни весељак” и велики женскарош. 1894. године оженио се старијом „двоструком” удовицом. Живот је изгубио 5. фебруара 1908. године под неразјашњеним околностима. Сахрањен је, без обележја, на гробљу крај прањанске цркве.
Бранко В. Радичевић у „Плавој линији живота” сликовито га описује:
Јосиф Симић (или Сикимић) није оставио потомака. Траг му се губи на почетку овог века. Мргоднијег човека није било у том крају. Ћутљивац који понекад постане чудно говорљив. И тада буде опасно слушати његове придике.
Дуго је тамновао. Али опет са длетом. На царским друмовима и по каменоломима. Вукао је тешки ланац робије који је спречавао бекство. А негде је израдио камену чесму коју је украсио богатом орнаментиком. Допаде се свету. Па је привукла и краља Милана који је туда проходио. Распитао се за Јосифа робијаша и наредио да му га приведу. Запитао га што робија и откуд му тако златне руке. Мргодни клесар одговорио је краљу својом опором истином коју су запамтили његови сељани:
„Опсовах бога на врху брда, нико не чу; опсовах краља у потоку, сви чуше...”

## Дело

### Материјали и форме
Јосиф Симић Теочинац надгробнике је клесао од финог беличастог „кабларца”, жућкастог и плавичастог бранетићког тоцилњака, као и грубог зрнастог „волутка” - конгломерата, које је због храпаве текстре радио крупнијим резом.
Форме надгробника су разнолике: у форми четвртастог стуба са наткривком у виду плоче, паралелопипеда са лучним завршетком или вертикалне тање плоче углављене у масивно постоље, са елегантно изрезаним тролисним крстом у врху. Споменици с понекад „дограђени” хоризонталним надгробним плочама.
Јосиф Симић клесао је и ктиторске плоче и часне трпезе (Миоковци, Коштунићи). Први је користиометала за украшавање надгробних споменика.
Величина и декорација споменика у зависиле су од имовне моћи наручиоца, али и врсте камена. Споменици од крупнозрног конгломерата грубље су обраде, док је пуно савршенство обраде досезао у споменицима изведеном у сутнозрном беличастом „кабларцу”, погодном за рад и полирање. Ови, као и споменици од пешчара били су обојени, због чега је Симић себе сматрао „сликарем”.

### Мотиви
Клесани мотиви су разнолики: с предње стране споменика најчешће је уклесан надгробни натпис, који се понекад наставља на бочним странама и полеђини споменика. У зависности од положаја гробног места, са источне стране понекад је барељефно приказана фигура покојника. Бочне стране споменика обично су украшене религиозним симболима: крстовима, ликовима анђела, чирацима са упаљеним свећама; предметима који ближе одређују пол, узраст и друштвени статус покојника или биљном орнаментиком.
Поред приказа распетог Христа, који сведоче о солидном познавању анатомије, једини је, уз кабларског каменоресца Нићифора Милића, клесао лик Богородице.

### Ликови покојника
Јосиф Симић споменике је израђивао покојницима оба пола - дечацима, стасалим младићима, 
војницима, сеоским „првацима” приказаним на коњима, а у Бељини израдио је занимив двојни споменик оцу и сину који сведочи о асимилационим процесима у Србији крајем 19. века. Споменици женским особама различитих су узрасних категорија, с тим да су и сасвим мале девојчице приказане у девојачком руху.  
У приказима покојника, иако су стилски блиски наиви, Симић се доказао „доследан реалиста”. Ликови су „меко моделовани” у барељефу, а највећи степен индивидуалности постизао је у представљању одеће:
Већина његових фигура није једнообразно одевена, већ се по појединим хаљинама приметно разликују. То надгробно одевно шаренило указује на време почетка све чешћег мешања и преплитања градске ношње са сеоском. А баш у доба Симићеве клесарије (крај XIX и почетак XX века) градски начин одевања све више продире и међу сеоске житеље, нарочито оне ближе градском утицају. Отуда је Симић први клесар који неке своје сељаке длетом одева у кошуље са прошивеним колијером, прслуке са дугметима и реверима и кратке наборане чизме. Уз врат им привезује машну, а око струка их, преко појасне тканице, опасује каишом с брњицом. Међу древне фесове, фермене, антерије, потурлије и дизлуке пристижу из вароши шубаре, шешири, шајкаче, сакои, градске чакшире и ушиљене ципеле. Зато се сеоски младићи, на надгробним биљезима, облаче у помешано старомодно и новомодно рухо. Неки су у фесу, фермену и дизлуцима, али и са кошуљом штепованог колијера и рукава набраних у таслицу, машном и прслуком. Фес и машна заједно! Укрстили се у народном ношиву Исток при издисају и Запад на помолу. Левант и средња Европа. Зато је Симићева камена костимографија, тако шаренолика и разноврсношћу богата, толико значајна за проучавање историје и социологије народног одевања.
За обућу на Симићевим споменицима Радојко Николић наводи:
У каквој су обући у камен претворени сељаци и сељанке? Као и огромна већина осталих клесара, ни Јосиф Симић никад није изрезао ниједан опанак! (Основна сељачка обућа заборављена је на сеоским гробљима)! Кад је готово цео мушки и женски народ ходао у опанцима црвењашима и ђонашима, Симић га обува у чизме, цокуле, штивлетне, сандале и ципеле. У наборане чизме са ћошкастом „осмицом” на сарама (х), у дубоке штивлетне са украсним прошивком у виду латиничког У. Нема нигде „ужичког” преплетеног ђонаша са повијеним кљуном, ни обамотаних каиша око везених чарапа. Дизлуци падају преко цокула или сандала, а ако нема дизлука — листове устручавају чизме. Женскиње је у штивлетнама, или, сасвим ретко, у плитким ципелама. Са повисоким потпетницама и ушиљеним врховима, сва та обућа је празничка и „господска”, и то искључиво она која се могла видети само на ногама богатијих и млађих особа, каквим је Симић углавном и израђивао ликове. Зато му се не сме замерити да је изостављањем опанка изневерио истинитост општенародног обувања. Јер, ни одело на његовим фигурама није баш потпуно „право”, свакидашње, већ благданско, стојеће, које је, опет, могао да збави мањи део сељана. Неки су се сељаци тек прописно, по жељи, одели и обули на надгробним каменовима!
Споменике је клесао и војницима. Најчешће су то је фигуре „кадроваца”, који су, млади, поумирали под „заптом касарнског живота” у Крагујевцу, Краљеву, Милановцу. На униформама приказивао им је „ситне” знаке за распознавање рода војске: официру - сабљу, артиљерцу мамузе, болничару — траку с црвеним крстом.
Јосиф Симић је пажљиво пратио промене и у војничкој униформи. Пошто је време народне војске и сељачког одела на њој прошло, на његовим каменим војницима прописана је униформа сталнокадроваца.
Шајкача разведена, клемпетуша. Угаситоплав мундир, закопчан жутим дугметима и препасан опасачем са дворедним рупицама и брњицом, има нараменице, нарукавке и на грудима два џепа са поклопцима. Панталоне суроплаве, а чизме кратке, уланске. У таквој је униформи стајаћа војска гушила тимочку буну и губила несрећни „сливнички” рат с Бугарима.

### Рукопис
Рукопис Јосифа Симића нешто је слабији него ликовни прикази. Слова су му размакнута, неједнака и тврда. У правопису је био недоследан.

### Потписи
На споменицима се често потписивао: Ради Јосиф П. Симић Теочинац, Изради Јосип Теочинац из Прањана, Из радионице Јосифа Симића Теочинца из Прањана,  Израдио је Јосиф Симић Теочин Прањани, а понекад и као сликар - Изради Јосип Симић молер из Теочина.

### Утицај
Обучио је знатан број локалних занатлија, међу којима се истицао Урош Марковић из Прањана.

## Епитафи
Надгробни текстови Јосифа Симића су штури и сувопарни, само са најосновнијим подацима. Ипак почеци појединих натписа нису без даха песништва. Оно што је ново је филозофско-песнички израз да је човеков живот кратак сан који, ма колико дуго трајао, кратко траје:
Земни живот само је сан.
Сто су лета као један дан.
Споменик Туровићима - оцу Павлу (†1889) и сину Видаку (†1890) Гробље у Бељини
ПАВЛЕ ТУРОВИЋ
из Црне Горе
Рођен 1837. г. у селу Кути
[у] Никшићкој жупи.
умро 18. јула 1889. г.
Овај спомен ударише синови оцу
Стеван и Петар Туровићи.
ВИДАК
син Павла Туровића
Црногорца из Бијељине.
Поживи 18 год.
Умро 26. марта 1890. год.
Овај спомен ударише
браћа Стеван и Петар Туровићи.
27. марта 1902. г. у Бијељини.
Изради Јосиф Симић Теочинац из Прањана